# Hallertau Humle
Hallertau Humle, er en tysk humle, som er velegnet til ølbrygning .
Humlen har sin oprindelse og stammer fra Hallertau i Tyskland.

## Profil
Ved anvendelse har produktet har en mild blomster-aroma samt lettere krydret.

## Ekstern henvisning
- Hallertauer humle-varianter (engelsk)

### Fodnote
1. ↑  Brygning af øl